# Andreas Aigner
Andreas Aigner est un pilote de rallye autrichien, né le 24 septembre 1984.
Il est le seul à avoir obtenu les titres conducteur en catégorie Production tant en Championnat du monde des rallyes (2008) qu'en Championnat d'Europe (2013).

## Biographie

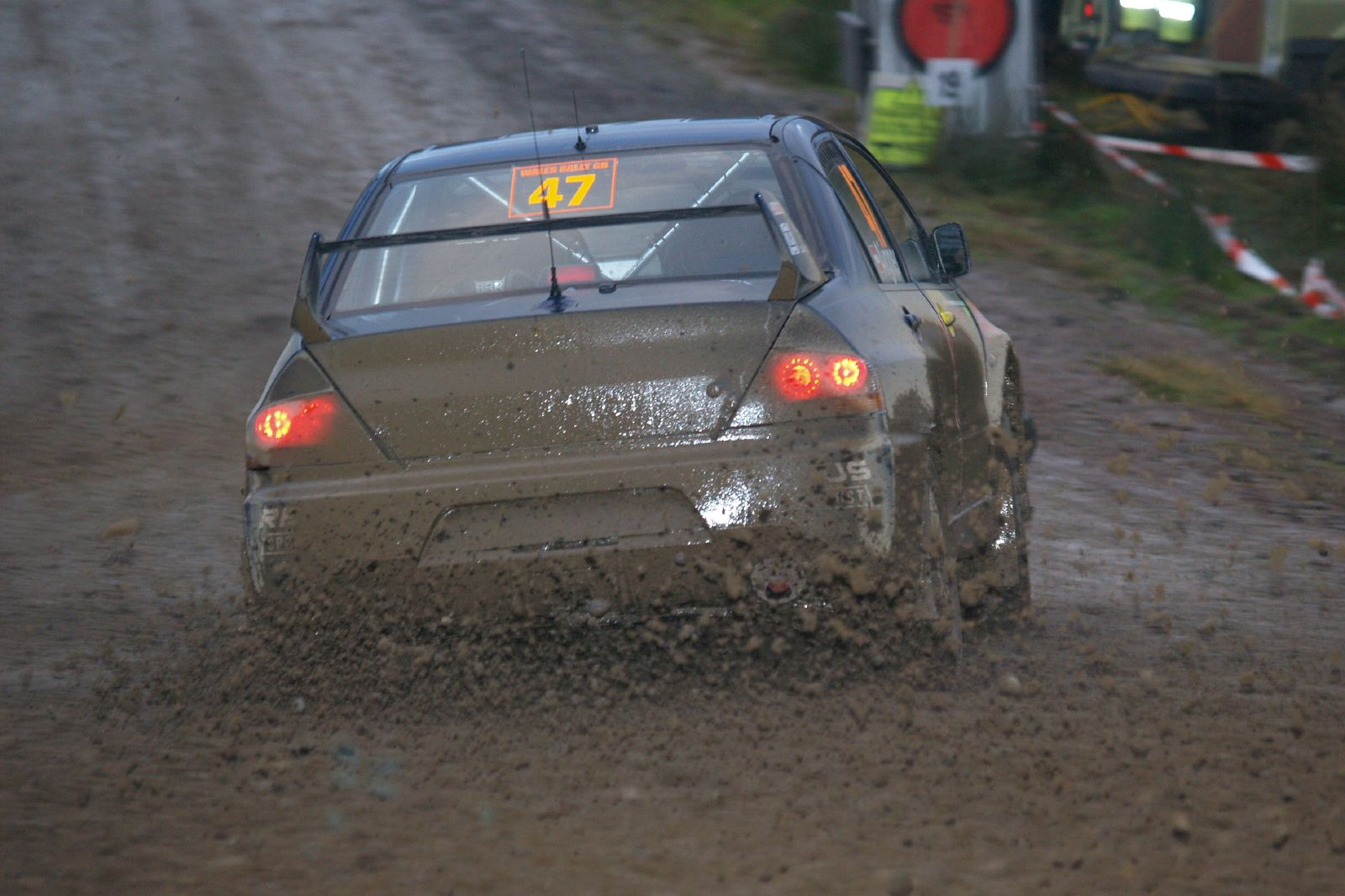
A.Aigner en 2008 au rallye de Grande-Bretagne (2e), année du titre P-WRC.

Il commence sa carrière dans le championnat du monde des rallyes à l'âge de 21 ans lors du Rallye de Chypre 2005 en Mitsubishi Lancer Evo VIII.
En 2006, il est recruté par l'équipe Red Bull Skoda pour disputer un programme partiel de 10 rallyes. Son meilleur résultat est obtenu lors du Rallye d'Allemagne où il termine 6e au général.
Il se lance en 2007 dans le P-WRC sur une Mitsubishi Lancer Evolution IX (véhicule conduit de 2007 à 2011), accompagné par son sponsor de toujours, Red Bull. Il termine 13e, pour conquérir le titre en 2008 avec 3 victoires sur 6 rallyes disputés.
En 2013 il termine second du Rallye de Croatie, dans le cadre du nouveau championnat d'Europe. Après avoir été classé 3e en Production l'année précédente sur Subaru Impreza STi, il remporte le titre européen de la spécialité avec son compatriote Jürgen Heigl, toujours sur Subaru Impreza STi.

## Victoires

### 3 victoires en P-WRC
- Rallye d'Argentine: 2008;
- Rallye de l'Acropole: 2008;
- Rallye de Turquie: 2008;

(nb: également 2e au RAC Rally en 2008, et en Grèce en 2007)

### 3 victoires en P-ERC
- Rallye des îles canaries: 2013;
- Tour de Corse: 2013;
- Rallye de Croatie: 2013.